# Mark Indelicato

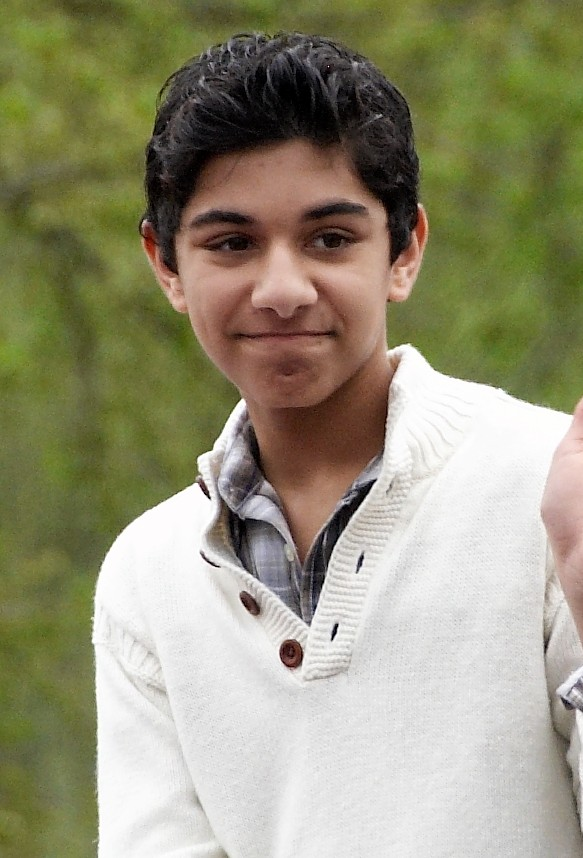
Mark Indelicato (2008)

Mark Indelicato (* 16. Juli 1994 in Philadelphia, Pennsylvania) ist ein US-amerikanischer Schauspieler und Sänger. Er wurde durch seine Rolle in der ABC-Comedy-Serie Ugly Betty bekannt.

## Biografie
Mark Indelicato lebt derzeit in New York City und studiert an der Professional Performing Art School. Zusätzlich nimmt er Gesangsunterricht an der Dupree School of Music in Linwood in New Jersey. Als Achtjähriger begann er seine Schauspielkarriere im Philadelphia’s Walnut Street Theater und trat in mehreren landesweit ausgestrahlten Fernseh-Werbespots in den Vereinigten Staaten auf. Er war Darsteller in der CBS-Serie Hack – Die Straßen von Philadelphia sowie Chappelle’s Show und erhielt anschließend eine Hauptrolle in der Fernsehserie Ugly Betty. Seitdem ist er Gast in einigen Fernsehsendungen, darunter Disney Channels Hotel Zack & Cody.
Indelicato hatte die Rolle in Ugly Betty bis April 2010, die Serie wurde aufgrund niedriger Einschaltquoten abgesetzt. Wie sein Charakter, Justin Suarez, zeigt Indelicato großes Interesse an Mode. Nebenher veröffentlicht er im Jugendmagazin Teen Vogue  wöchentliche Beiträge zur Fashion Week Daily. Sein Blog heißt Market Territory, zudem ist er aktiv auf Twitter. Außerdem gibt es eine CD für Kinder von ihm, die sich Little Maestro nennt.

## Filmografie
- 2003: Hack – Die Straßen von Philadelphia (Hack, 1 Episode)
- 2003: Disposal (Kurzfilm)
- 2004: Chappelle’s Show (1 Episode)
- 2006–2010: Ugly Betty (85 Episoden)
- 2007: Hotel Zack & Cody (The Suite Life of Zack & Cody, 1 Episode)
- 2010: Hot in Cleveland (1 Episode)
- 2014: Wie ein weißer Vogel im Schneesturm (White Bird in a Blizzard, Film)
- seit 2021:  Hacks (Fernsehserie)